# 江北四鎮
江北四鎮是明末清初南明政權的淮安、扬州、庐州、泗州等四個重要軍區。其主要領導為黄得功、刘良佐、高杰，以及刘泽清。
四鎮的成立是史可法的策略，张岱说：“以史阁部之设四镇，不设于山东、河南，乃设于南畿数百里之内，此则阁部之第一失著。”黄得功得以进封为靖南侯、高杰为兴平伯、刘泽清东平伯、刘良佐广昌伯。四鎮中以高杰、黄得功兵力较强。又以高杰最受史可法器重，史可法认为高杰的部队虽然纪律涣散，却是战斗力最强的军队。刘泽清則擾民有餘，成事不足。
由於南明政權由軍人所擁立，故軍人跋扈自雄。史可法與朝廷皆無力管束。史可法在写信给高弘图表示，“盛言‘镇锋恶，盍谨避之！’”黄宗羲稱：“马士英既借四镇以迎立，四镇遂为士英所结。史可法亦恐四镇之不悦己也，急封爵以慰之。君子知其无能为矣。”